# Pardalotus rubricatus
Pardalote-de-sobrancelha-vermelha ou pardalote-de-ponto-vermelho (Pardalotus rubricatus) é uma espécie de ave da família Pardalotidae, comum no nordeste da Austrália, eles medem entre 10 e 12 cm.